# Paranormal Activity: Next of Kin
Paranormal Activity: Next of Kin är en amerikansk skräckfilm från 2021 i regi av William Eubank, med manus skrivet av Christopher Landon. Filmen, som är den sjunde filmen i Paranormal Activity-serien, hade premiär på streamingtjänsten Paramount+ den 29 oktober 2021. Detta är också den första och enda filmen i serien att släppas direkt till en streamingtjänst.
Filmen var från början tänkt att gå upp på vita duken, med planerad biopremiär den 19 mars 2021, men blev istället framflyttad till den 4 mars 2022, i och med Covid-19-pandemin. Det blev senare bestämt att filmen skulle släppas exklusivt på Paramount+, istället för att ha biopremiär.

## Handling
Filmen följer tonårstjejen Margot, som tillsammans med en grupp vänner, beger sig ut till ett avskilt Amish-samhälle för att försöka göra en dokumentärfilm om dess gemenskap, i hopp om att försöka ta reda på mer om sitt mystiska förflutna. Väl på denna plats, inträffar det en rad märkliga händelser efter varandra, vilket får Margot att börja inse att hela samhället verkar dölja något – kanske något ondskefullt?

## Rollista
- Emily Bader – Margot
- Roland Buck III – Chris
- Dan Lippert – Dale
- Henry Ayres-Brown – Samuel Beiler
- Tom Nowicki – Jacob Beiler
- Kyli Zion och Kirby Johnson – varelsen